# Osniel Tosca
Osniel Tosca (né le 30 juin 1984 à Santa Clara) est un athlète cubain, spécialiste du triple saut. 

## Biographie
Aux championnats du monde de 2007, Osniel Tosca échoue au pied du podium avec 17,32 m, à un centimètre de la médaille de bronze remportée par l'Américain Walter Davis.

### Palmarès
| Date | Compétition                    | Lieu           | Résultat | Performance |
| ---- | ------------------------------ | -------------- | -------- | ----------- |
| 2001 | Championnats du monde jeunesse | Debrecen       | 3e       | 15,67 m     |
| 2002 | Championnats du monde juniors  | Kingston       | 7e       | 15,72 m     |
| 2007 | Jeux panaméricains             | Rio de Janeiro | 2e       | 16,92 m     |
| 2007 | Championnats du monde          | Osaka          | 4e       | 17,32 m     |
| 2008 | Championnats du monde en salle | Valence        | 6e       | 17,13 m     |

### Records
| Épreuve     | Épreuve      | Performance | Lieu      | Date            |
| ----------- | ------------ | ----------- | --------- | --------------- |
| Triple saut | En plein air | 17,52 m     | Caracas   | 12 mai 2007     |
| Triple saut | En salle     | 17,25 m     | Karlsruhe | 11 février 2007 |